# Андерс Томас Єнсен
Андерс Томас Єнсен (дан. Anders Thomas Jensen; нар. 6 квітня 1972) — данський сценарист і кінорежисер.
Його міжнародний прорив відбувся з фільмом «Ніч виборів» (1998), що отримав «Оскар» за найкращий ігровий короткометражний фільм у 1999 році. Відтоді Єнсен написав понад 40 сценаріїв для данських короткометражних і повнометражних фільмів, працюючи, зокрема, з Сюзанною Бір, Лоне Шерфіг і Сьореном Краг-Якобсеном. Також написав сценарій до фільму «Помста» (2010) Сюзанни Бір, який отримав «Оскар» за найкращий фільм іноземною мовою у 2011 році.

## Життя та кар'єра
Андерс Томас Єнсен народився у місті Фредеріксверк, муніципалітет Гальснес, що знаходиться у Столичному регіоні королівства Данія, де ще підлітком зацікавився кіно.
Під час навчання у гімназії Фредеріксверка у 1988-91 рр. він був дуже активним у кіно- і телеспільноті та переміг у кіноконкурсі для молоді округу Фредеріксборг зі своєю екранізацією оповідання Петера Сіберґа «Пацієнт». У старших класах Андерс Томас Єнсен познайомився з Томасом Віллумом Єнсеном.
У 1996—1998 роках він зняв три короткометражні фільми «Ернст і світло», «Вольфганг» та «Ніч виборів», які були номіновані на премію «Оскар» за найкращий ігровий короткометражний фільм, а останній таки отримав статуетку на церемонії нагородження 1999 року.
У 2009 році Андерс Томас Єнсен отримав свій другий «Оскар» за короткометражний фільм «Нові мешканці».
З кінця 1990-х і в новому тисячолітті він написав сценарії до низки успішних данських фільмів, серед яких «Остання пісня Міфуне» (разом із Сьореном Краг-Якобсеном), «У Китаї їдять собак», «Кохати тебе вічно», «Вкрасти Рембрандта» та «Брати».
У 2000 році Андерс Томас Єнсен зафільмував свій перший повнометражний фільм, стрічку «Мерехтливі вогні», і відтоді ще зняв «Зелені різники» та «Адамові яблука».
У повнометражних фільмах Андерса Томаса Єнсена часто знімаються одні й ті ж актори: Мадс Міккельсен і Ніколай Лі Кос з'являються у всіх трьох фільмах. Крім того, Єнсен часто співпрацює з акторами Оле Теструпом, Ульріхом Томсеном, Ніколасом Бро, Сьореном Пільмарком і Паприкою Стеєн.
Андерс Томас Єнсен також написав сценарій до фільму Сюзанни Бір «Помста» 2010 року, який отримав «Золотий глобус» за найкращий фільм іноземною мовою і «Оскар» за найкращий фільм іноземною мовою в лютому 2011 року. Співпраця між ними вважається найпродуктивнішою та найзначнішою в данському кінематографі за багато десятиліть.
У 2015 році Єнсен написав сценарій для екранізації однойменної книги Лене Кобербель «Та, що пробуджує совість». У 2016 році режисер отримав кінопремію «Роберт» за найкращий адаптований сценарій року.
У 2017 році Єнсен став співавтором фільму «Темна вежа» разом з Ніколаєм Арселем, Аківою Голдсманом і Джеффом Пінкнером, заснованого на серії романів Стівена Кінга. Це була перша робота Єнсена над американським сценарієм.

## Фільмографія
| Рік  |   | Українська назва                 | Оригінальна назва            | Роль               |
| ---- | - | -------------------------------- | ---------------------------- | ------------------ |
| 1998 | ф | Ніч виборів                      | Valgaften                    | режисер, сценарист |
| 1999 | ф | Остання пісня Міфуне             | Mifunes sidste sang          | сценарист          |
| 1999 | ф | У Китаї їдять собак              | I Kina spiser de hunde       | сценарист          |
| 2000 | ф | Миготливі вогні                  | Blinkende Lygter             | режисер, сценарист |
| 2002 | ф | Старигани у нових авто           | Gamle Mænd i Nye Biler       | сценарист          |
| 2002 | ф | Відкриті серця                   | Elsker dig for evigt         | сценарист          |
| 2002 | ф | Вілбур хоче покінчити з собою    | Wilbur Wants to Kill Himself | сценарист          |
| 2003 | ф | Зелені різники                   | De Grønne Slagtere           | режисер, сценарист |
| 2005 | ф | Адамові яблука                   | Adams Æbler                  | режисер, сценарист |
| 2009 | ф | На краю світу                    | Ved verdens ende             | сценарист          |
| 2012 | ф | Все, що потрібно тобі - це любов | Den skaldede frisør          | сценарист          |
| 2014 | ф | Спасіння                         | The Salvation                | сценарист          |
| 2014 | ф | Другий шанс                      | En chance til                | сценарист          |
| 2015 | ф | Чоловіки і курчата               | Mænd og Høns                 | режисер, сценарист |
| 2017 | ф | Темна Вежа                       | The Dark Tower               | сценарист          |
| 2020 | ф | Лицарі справедливості            | Retfærdighedens Ryttere      | режисер, сценарист |
| 2023 | ф | Земля короля                     | Bastarden                    | сценарист          |